# Arzelato
Arzelato è una frazione del comune italiano di Pontremoli, nella provincia di Massa-Carrara.

## Storia
Arzelato è stata frazione del comune di Zeri fino al 23 gennaio 1956, e dal giorno successivo è passata sotto Pontremoli.

## Monumenti e luoghi d'interesse
Ad Arzelato è presente la chiesa parrocchiale dedicata a San Michele Arcangelo, costruita intorno al XV secolo. La chiesa sorge nel punto più alto del borgo, in cima ad un colle.

## Società

### Tradizioni e foclore
- San Michele
- Madonna del Carmine
- Sant'Antonio di Padova
- Sant'Antonio Abate